# Kouffo (tỉnh)

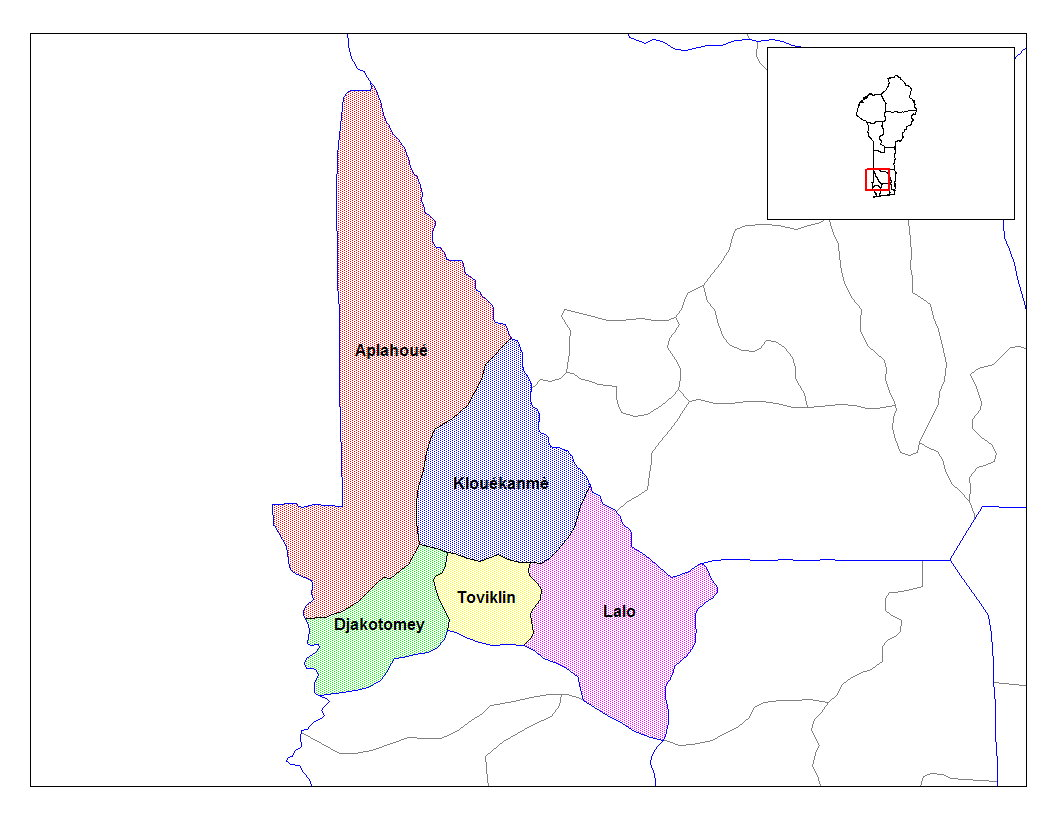
Các đô thị của Kouffo

Kouffo là một trong 12 tỉnh của Bénin. Diện tích tỉnh Kouffo là 2.404 km.² (928 mi²). Kouffo giáp các vùng Centrale, Maritime của Togo và các tỉnh Mono, Zou, Atlantique. Tỉnh lỵ là Dogbo. Tỉnh được lập năm 1999 khi đơn vị này được tách ra từ tỉnh Mono.
Kouffo được chia thành các đô thị (xã) Aplahoué, Djakotomey, Klouékanmè, Lalo, Toviklin và Dogbo. Đa số dân tỉnh này nói tiếng Aja.